# День народного единства (Беларусь)
День наро́дного еди́нства (бел. Дзень народнага адзінства) — государственный праздник в Беларуси, отмечаемый ежегодно 17 сентября. Учреждён 7 июня 2021 года указом № 206 Президента Республики Беларусь Александра Лукашенко. Праздник приурочен к годовщине польского похода Красной армии, начавшегося 17 сентября 1939 года, по итогам которого, в частности, Западная Белоруссия была присоединена к Белорусской ССР.

## Историческая основа

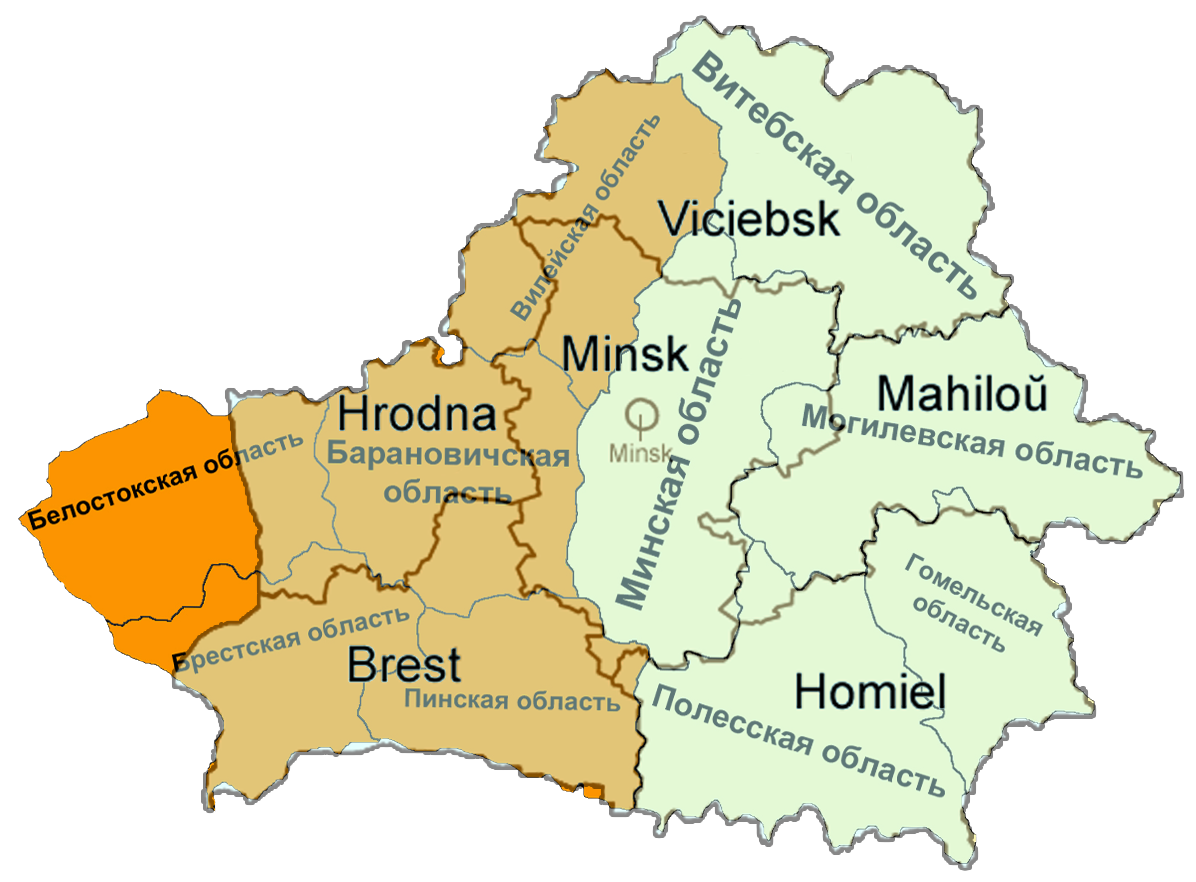
Белорусская ССР и Западная Белоруссия до воссоединения

По словам пресс-службы президента страны, «этот день стал актом исторической справедливости в отношении белорусского народа, разделённого против его воли в 1921 году по условиям Рижского мирного договора, и навсегда закрепился в национальной исторической традиции». Там подчеркнули, что «восстановленное в 1939 году единство позволило Белоруссии выстоять в годы Великой Отечественной войны, занять почётное место в международном сообществе, стать одним из соучредителей Организации Объединённых Наций».
Белорусский историк Александр (Алесь) Киркевич напомнил в этом отношении о Дне освобождения Белоруссии от белополяков, отмечавшемся в Белорусской ССР 11 июня вплоть до 1939 года в честь изгнания сил Войска Польского из Минска в 1920 году силами Красной Армии и ставшем по определению Киркевича своего рода «приквелом» празднования 17 июня.

## История празднования
По данным кандидата исторических наук Сергея Третьяка, завотдела Института истории НАН Беларуси, праздник в этот день отмечался до 1949 года, а затем стал «фигурой умолчания» с оглядкой на социалистическую Польшу.
- 17 сентября 2021 года на «Минск-арене» прошел Форум патриотических сил «Символ единства» с участием Президента Республики Беларусь. Было подготовлено театрально-музыкальное шоу, рассказывающее об историческом значении праздника и национальных символах страны. Также к празднику были посвящены торжественные открытия памятных знаков, аллей единства, объектов инфраструктуры. Важным элементом праздника стали различные общественные акции: возложение цветов, субботники, авто- и велопробеги по городам Белоруссии, круглые столы и просветительские диктанты. Особого внимания заслуживает серия роликов на Белорусском телевидении, посвящённых празднику.
- 17 сентября 2022 года на «Минск-арене» прошло театрализованное шоу «Это наша история» с участием Президента Республики Беларусь. Представление включало в себя «ретроспективное путешествие» с древних времен и до наших дней. Сопровождалось тематическими композициями и световыми решениями. Шоу транслировалось на Белорусском телевидении и в социальных сетях. Также проводились различные общественные акции: автопробеги, конференции, открытые уроки в школах и другое.

## Критика
Новый праздник не вызывает единого мнения у белорусских независимых экспертов, особенно в отношении выбранной даты 17 сентября. По мнению социолога Филиппа Биканова, «В мировой истории это довольно противоречивое событие, да и в Беларуси согласия насчет этой даты нет, про нее вообще не знают». Биканов упоминает о недавнем исследовании Chatham House, которое показывает, что только 18 процентов горожан страны вообще осведомлены о том, что произошло в этот день.
Особенное возмущение отмечание праздника вызывает в Польше. Согласно заявлению польского МИДа, «основывать историческую политику Белоруссии на наследии пакта Сталина и Гитлера совершенно непонятно. Это жест, вписывающийся в российские действия, направленные на реинтерпретацию чрезвычайно сложной истории нашего региона, который серьёзно затруднит для Белоруссии диалог и взаимопонимание с соседними государствами, а также странами Европы». Также, по мнению польских дипломатов, введение Дня народного единства — это попытка «отрезать Беларусь от её истинных корней». В коммюнике польского Института национальной памяти в 2021 году праздник был назван «днём единения двух тоталитаризмов», и было заявлено, что дата 17 сентября 1939 года была и останется «символом преступного сотрудничества Гитлера и Сталина против свободных народов Европы», плодом которого стало порабощение других стран и народов, а объявление годовщины этой даты праздником — это «позор для памяти не только поляков, но и белорусов и других жертв обеих тоталитарных систем».

## В топонимике
Именем 17 Сентября названы различные объекты по всей Республике Беларусь (преимущественно в её западной части), некоторые из них:
- Бульвар 17 Сентября в Минске[11].
- Площадь 17 Сентября в Ошмянах (ранее Базарная)[12], Глубоком[13], Кореличах и Мире (ранее они назывались Рыночными)[14], Свири, Дятлово, Ружанах и Столине.
- Улица 17 Сентября в Бресте, Гродно, Вилейке, Мозыре, Барановичах, Берёзе, Молодечно, Высоком и многих других.
- Проспект 17 Сентября (бел. праспект 17 Верасня) в Могилёве[15]

### Также
- Площадь Единства (бел. плошча Адзінства) в Могилёве[16]
- Улица Пуховская в Бобруйске переименована в улицу Народного Единства (бел. вуліца Наро́днага Адзíнства)[17].
- Улица Единства (бел. вуліца Адзі́нства) в Дрогичине[18].

## Фильмы, документальные проекты, телепрограммы, посвящённые празднику
- «Рана на теле Беларуси» (ОНТ, 2021)
- «Три дня свободы» (ОНТ, 2021)
- «Рубеж. Разъединение. Противостояние. Объединение» (Беларусь 1, 2021)
- «Символ единства». Концерт-форум (Белтелерадиокомпания, 2021)
- «День народного единства в Свислочи». Концерт (СТВ, 2021)
- «Это наша история». Театрализованное шоу (Белтелерадиокомпания, 2022)
- «День народного единства в Столине». Концерт (СТВ, 2022)
- «Максім Танк. Праз жыццё з любоўю» (ОНТ, 2022)
- «На другом берегу» (Беларусьфильм, 2023)